# Fairchild FC-2
Die Fairchild FC-2 war ein fünfsitziges Mehrzweckflugzeug und daneben der erste serienmäßig produzierte Flugzeugtyp des US-amerikanischen Herstellers Fairchild Aircraft Manufacturing Company. 

## Geschichte

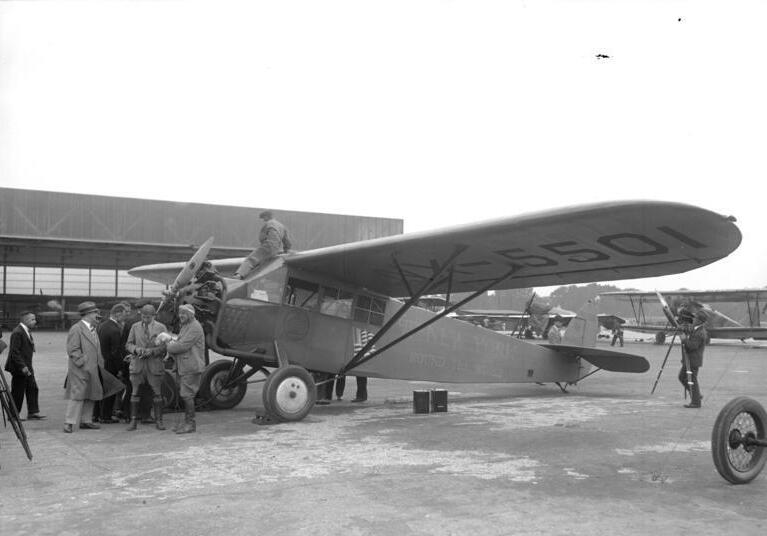
Charles Collyer und John H. Mears besuchten auf ihrer Weltumrundung mit einer Fairchild FC-2W auch Berlin.

Im Jahr 1917 gewann Sherman Fairchild einen Regierungsauftrag zur Entwicklung einer Kamera für die Luftaufklärung, welche aber erst nach dem Ersten Weltkrieg zur Serienreife gelangte. Die US-Streitkräfte erteilten im Jahr 1920 einen Folgeauftrag, woraus Sherman Fairchilds erstes Unternehmen hervorging, die Fairchild Aerial Camera Corporation. In den frühen 1920er-Jahren führte Fairchild Aerial Camera mit ehemaligen Militärmaschinen auch zivile Landesvermessungsflüge durch und fertige Luftbildaufnahmen an. Weil die eingesetzten Doppeldecker seinen Anforderungen nicht genügten, entwarf Sherman Fairchild das Modell eines Hochdeckers mit einer beheizbaren und verglasten Kabine, die mehr Wetterschutz bot und den Fotografen durch die über der Kabine angeordneten Tragflächen eine bessere Sicht nach unten ermöglichte. Nachdem Fairchild seinen Entwurf mehreren Flugzeugherstellern präsentiert hatte, kam er zu dem Schluss, dass eine eigene Produktion effektiver und kostengünstiger wäre. Hierzu errichtete er in Farmingdale (Long Island) sein erstes Flugzeugwerk.
Der als FC-1 (abgeleitet von Fairchild Cabin) bezeichnete Prototyp absolvierte Mitte 1926 seinen Erstflug. Die Maschine besaß eine für maximal drei Personen ausgelegte Kabine, deren Fenster sich für Fotozwecke öffnen ließen. Die Maschine wurde von einem Achtzylinder-Motor des Typs Curtiss OX-5 angetrieben, der 90 PS (67 kW) leistete. Zu dieser Zeit hatten die ersten Postfluggesellschaften ihren Betrieb auf den privatisierten CAM-Routen aufgenommen. Diese Gesellschaften beförderten in ihren Doppeldeckern zum Teil auch Passagiere, wobei die Fluggäste auf den Postsäcken sitzen mussten. Sherman Fairchild beschloss den Prototyp zu modifizieren, so dass er zum Transport von vier Passagieren und/oder Fracht genutzt werden konnte. Hierzu wurde die Kabine vergrößert und ein 200 PS (149 kW) starker Neunzylinder-Sternmotor des Typs Wright J-4 eingebaut. Der modifizierte Prototyp bekam die Bezeichnung FC-1A.
Aus der FC-1A ging im Jahr 1927 die Serienversion FC-2 hervor. Dieses Flugzeug wurde standardmäßig mit einem leistungsgleichen Motor des Typs Wright J-5 (ein J-4 mit modifizierten Zylinderköpfen) angeboten und war auf Wunsch auch mit einem wassergekühlten Sechszylinder-Reihenmotor des Typs Curtiss C-6 Challenger erhältlich, der 160 PS (119 kW) leistete. Diese Version trug die Bezeichnung FC-2C (Challenger) und wurde nur vom Unternehmen Curtiss Flying Service in geringer Stückzahl bestellt.
Vom Anfang Juni 1927 bis Ende Februar 1928 wurden insgesamt 56 Maschinen des Typs FC-2 von Fairchild gefertigt, weitere 12 in Lizenz von Canadian Vickers in Montreal. Zu den Kunden zählten unter anderem Clifford Ball Airline, Colonial Airways und Pan American-Grace Airways. Werkseitig wurden auch Versionen mit Schneekufen angeboten, von denen die Royal Canadian Air Force im Herbst 1927 vierzehn Maschinen erwarb, sowie eine Version mit Schwimmern, mit der Pan American Airways am 19. Oktober 1927 ihren Postflugverkehr nach Havanna aufnahm.
Die FC-2W (Wasp) sowie die FC-2W2 mit vergrößerter Kabine wurden ab Frühjahr 1928 angeboten. Diese Versionen besaßen einen Neunzylinder-Sternmotor des Typs Pratt & Whitney R-1340 Wasp mit einer Leistung von 400 PS (298 kW) und waren damit doppelt so stark motorisiert wie die ursprüngliche FC-2. Bekannte Flugzeuge dieser Bauserien waren die FC-2W Spirit of New York, mit der Charles Collyer und John H. Mears im Sommer 1928 die Erde in 23 Tagen und 15 Stunden umrundeten und damit einen neuen Rekord aufstellten, sowie eine auf den Namen The Stars and Stripes getaufte FC-2W2, mit der Admiral Richard Evelyn Byrd im selben Jahr seine erste Südpol-Expedition begann, wobei die Maschine auch auf einer Rettungsmission in der Antarktis zum Einsatz kam. Das Flugzeug wurde am Ende der Expedition in einem Iglu eingelagert und im Jahr 1935 zurück in die USA überführt.

## Konstruktion

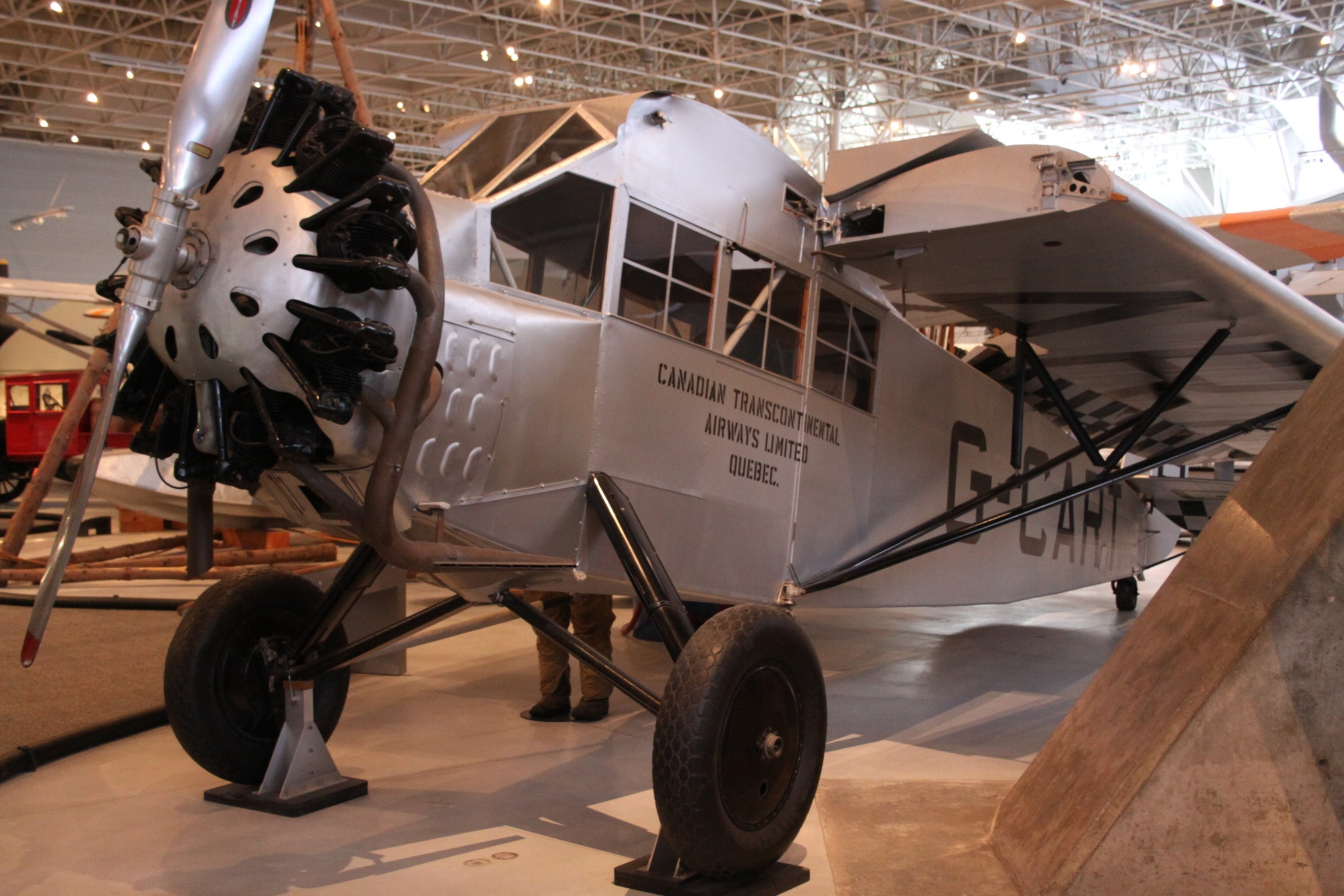
Eine FC-2W mit eingeklappten Tragflächen.

Die Fairchild FC-2 war als Hochdecker mit abgestrebten Tragflächen ausgelegt. Sie besaß ein starres Hauptfahrwerk mit Hecksporn. Standardmäßig wurde das Flugzeug von einem 149 kW (290 PS) starken Neunzylinder-Sternmotor des Typs Wright J-5 angetrieben. Die geschlossene und beheizbare Kabine bot Platz für einen Piloten und vier Passagiere, deren Sitze paarweise hintereinander angeordnet waren.
Der Rumpf aller Versionen bestand aus einer geschweißten Stahlrohr-Konstruktion mit Stoffbespannung. Bei der FC-2 und FC-2W bildeten zwei breitere und ein schmalerer Hauptholm den Metallrahmen der Kabine, deren Wände von innen mit Holz verkleidet waren. Aufgrund ihrer dreieckigen Kabinenform wurden die Maschinen in Kanada auch als Razorback bezeichnet. Die spätere Version FC-2W2 besaß einen um 56 cm gestreckten Rumpf mit vergrößerter Kabine, deren Grundrahmen aus vier Holmen aufgebaut war. In dem nach hinten über die Tragflächenwurzel hinausragenden Innenraum wurden zwei weitere Passagiersitze eingebaut, so dass dieser Typ vier statt drei Seitenfenster besaß.
Die Tragflächen, einschließlich der Flügelholme und der Beplankung, waren bei allen Versionen komplett aus Holz gefertigt und mit einer Stoffschicht überzogen. Sie ließen sich seitlich nach hinten umklappen, wodurch die Flugzeuge auch in kleineren Hangars abgestellt werden konnten.

## Versionen

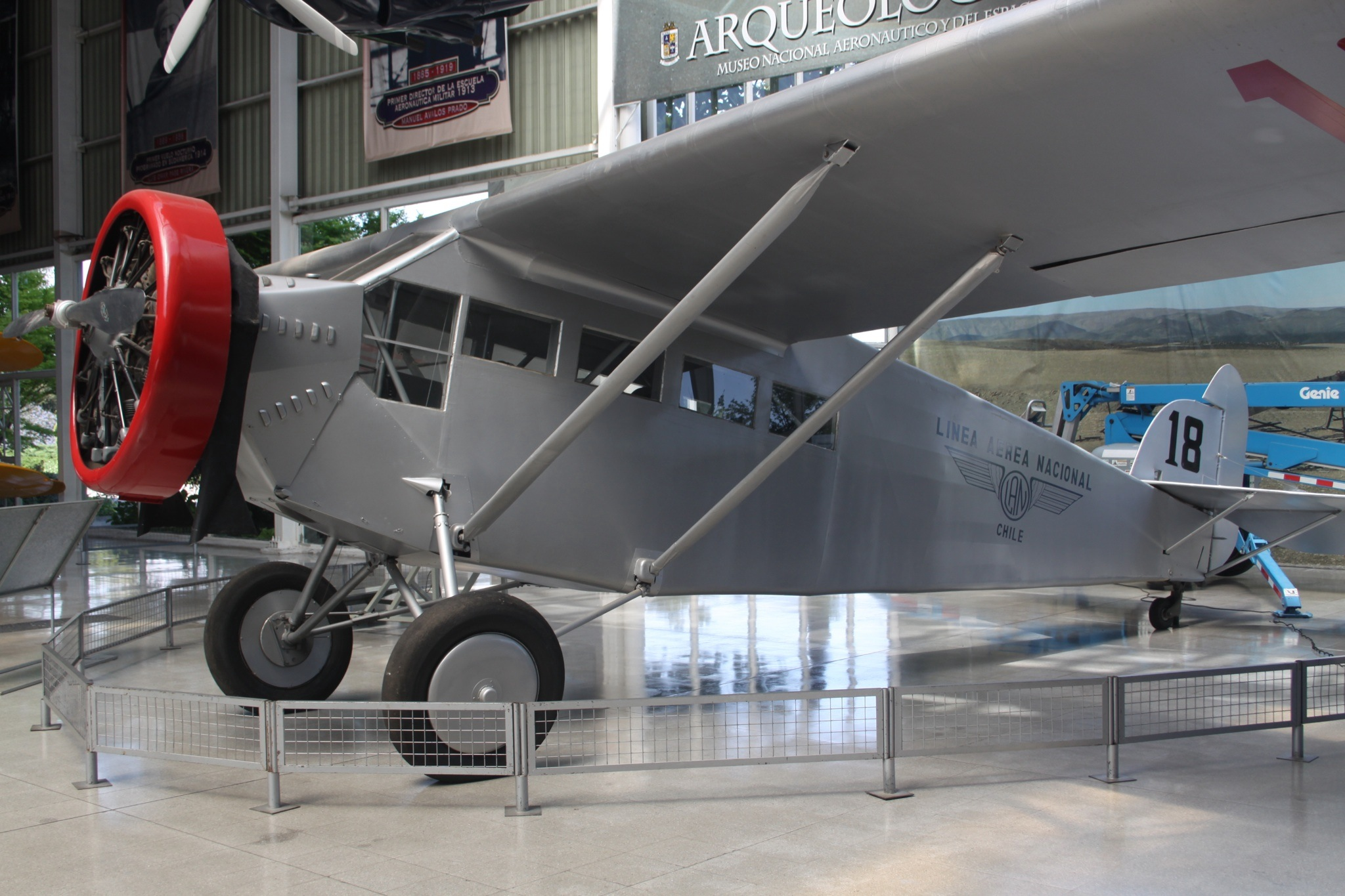
Eine FC-2W2, die einen Wasp-Motor, einen verlängerten Rumpf und eine größere Kabine mit vier Seitenfenstern besaß.

### Werkseitige Baureihen
FC-1Prototyp eines dreisitzigen Kabinenflugzeugs für Luftfotografie und Landesvermessungen, ausgestattet mit einem 90 PS (67 kW) starken Achtzylinder-Motor des Typs Curtiss OX-5.
FC-1Aumgebauter FC-1-Prototyp mit vergrößerter Kabine und einem Neunzylinder-Sternmotor des Typs Wright J-4, der 200 PS (149 kW) lieferte.
FC-2fünfsitziges Passagierflugzeug auf Basis der FC-1A, angetrieben von einem 200 PS (149 kW) starken Neunzylinder-Sternmotor des verbesserten Typs Wright J-5, 56 gefertigte Flugzeuge sowie 12 Lizenzbauten in Kanada.
FC-2Cidentisch mit der FC-2, aber mit einem 160 PS (119 kW) leistenden Sechszylinder-Reihenmotor des Typs Curtiss C-6 Challenger.
FC-2Wauf der FC-2 basierendes Transportflugzeug zur Personen- oder Frachtbeförderung, das auch als FC-2-W1 bezeichnet wurde; die Version besaß verlängerte Tragflächen mit einer Spannweite von 15,39 m (50 Fuß), modifizierte Querruder sowie einen Neunzylinder-Sternmotor des Typs Pratt & Whitney R-1340 Wasp, der 400 PS (298 kW) leistete, ca. 50 gefertigte Flugzeuge, darunter sechs für die Royal Canadian Air Force (RCAF).
FC-2W2auf der FC-2W basierendes Mehrzweckflugzeug, das einen von 9,45 m auf 10,01 m verlängerten Rumpf und eine vergrößerte Kabine für sechs Passagiere besaß. Die Sitze konnten zur Frachtbeförderung schnell ausgebaut werden. Aus dieser später auch als Fairchild 61 bezeichneten Version ging im Frühjahr 1928 die Fairchild 71 hervor.

### Umbauten und sonstige Bezeichnungen

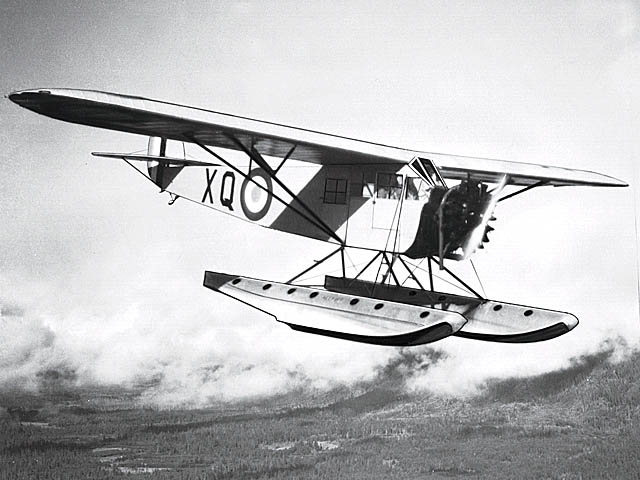
Eine Fairchild FC-2W der RCAF.

C-96Bezeichnung für drei von der United States Army Air Forces (USAAF) im Jahr 1942 für Transportzwecke requirierte FC-2W2.
UC-96ab 1943 verwendete USAAF-Bezeichnung für die C-96.
XJQ-1Bezeichnung der US Navy für eine zur militärischen Erprobung erworbene FC-2.
XJQ-2Umrüstung der XJQ-1 mit einem Neunzylinder-Sternmotor des Typs Pratt & Whitney R-985, der 450 PS (336kW) lieferte; die Maschine wurde später auch als XRQ-2 bezeichnet.
FC-2Lgeplante Bezeichnung für sechs FC-2 der RCAF, die im Jahr 1930 nachträglich 215 PS starke Motoren des Typs Armstrong Siddeley Lynx erhalten sollten, das Projekt wurde zugunsten der Fairchild 51 aufgegeben.
Fairchild 51von der RCAF in Auftrag gegebener Umbau ihrer FC-2; die Maschinen erhielten unter anderem geänderte Querruder, die vergrößerte Kabine der FC-2W2 sowie Motoren des Typs Wright J-6; sechs Umbauten wurden ab Juli 1930 vom Fairchild-Werk in Longueuil (Kanada) durchgeführt.
Fairchild 51Adrei Umbauten entsprechend der Fairchild 51, allerdings mit Motoren des Typs Pratt & Whitney R-985 Wasp Junior.

## Technische Daten der Fairchild FC-2

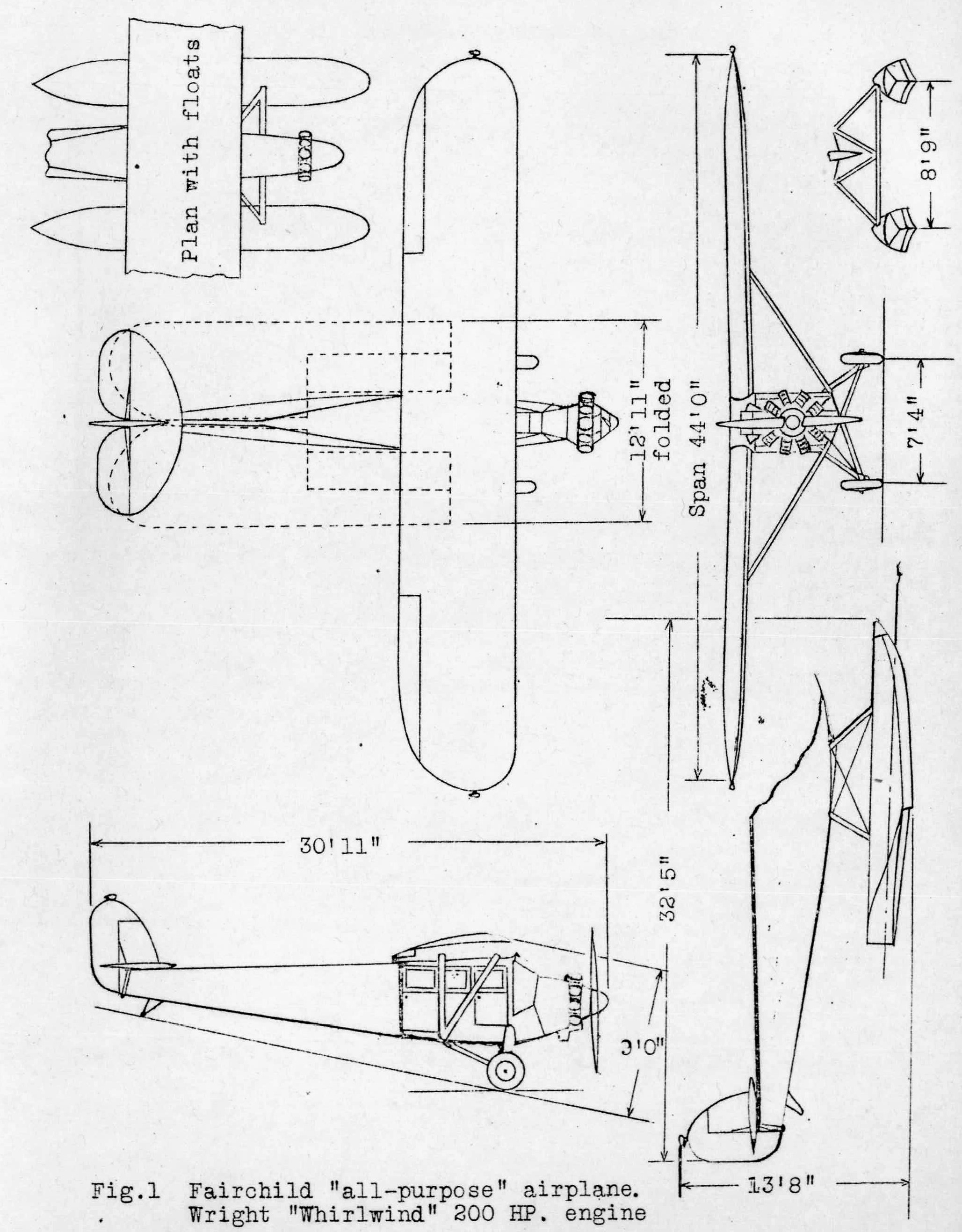
Dreiseitenansicht Fairchild FC-2

| Kenngröße             | Daten                                                                |
| --------------------- | -------------------------------------------------------------------- |
| Besatzung             | 1                                                                    |
| Passagiere            | 4                                                                    |
| Länge                 | 9,45 m                                                               |
| Spannweite            | 13,41 m                                                              |
| Höhe                  | 2,74 m                                                               |
| Flügelfläche          | 26,94 m²                                                             |
| Leermasse             | 980 kg                                                               |
| max. Startmasse       | 1633 kg                                                              |
| Reisegeschwindigkeit  | 169 km/h                                                             |
| Höchstgeschwindigkeit | 196 km/h                                                             |
| Dienstgipfelhöhe      | 3505 m                                                               |
| Reichweite            | 1127 km                                                              |
| Triebwerke            | ein Wright J-5 Whirlwind Neunzylinder-Sternmotor mit 149 kW (200 PS) |